# Small HTTP Server
Small HTTP Server — веб-сервер, почтовый сервер, FTP-сервер, DNS-сервер и другое, работающий на Linux и Windows. На странице выложены бинарные сборки для обеих систем, есть также сборка под архитектуру ARM (Linux).
Разрабатывается Максимом Феоктистовым с 1999 года.

## Основные функции

### HTTP-сервер
- Server Side Includes. (Включения на стороне сервера) Регулярные выражения в SSI.
- CGI-интерфейс для скриптов (Запуск исполняемых файлов; Perl, PHP, и других внешних интерпретаторов).
- ISAPI-интерфейс.
- Виртуальные хосты и каталоги.

### Почта
- POP3-сервер.
- SMTP-сервер.
- Антиспам-фильтры. Белый, чёрный, и серый списки, общие для всех и персональные для каждого пользователя.
- Переотправка и возможности запускать скрипты для входящих сообщений.
- Запуск внешнего антивируса.

### FTP-сервер
- Виртуальные каталоги для FTP.
- FTP-прокси.

### HTTP proxy-сервер
- Поддерживаются HTTP-, FTP-, HTTPS-запросы.
- Сохранение большого объёма трафика, быстрый доступ.
- Внутренняя докачка при разрывах соединения.
- Сервер может запрашивать сжатый контент и распаковывать ответ на лету (с использованием внешней Zlib-библиотеке).

### DNS-сервер
- Опция динамической проверки сервиса на удаленном хосте и, если сервис не работает, автоматическая замена одного IP-адреса на другой во всех запросах.
- Рекурсивный поиск имен от корневых DNS-серверов или от DNS-серверов провайдера. Кеширование.
- Опция автоматического ответа на запросы IPv6-адреса. (для сетей не использующих Internet по IPv6).
- DNSBL-сервер (работает совместно с SMTP).

## Особенности
Для входа в административную панель сервера нужно вести в адресную строку следующий маркер: «$_admin_$». Например если сервер работает на локальном сервере, то тогда адресная строка будет вида: http://localhost/$_admin_$.